# Erik Moltke
 Der er flere personer med dette navn, se Erik Moltke (læge).
Erik Moltke (født 4. april 1901 i Laurbjerg, død 19. oktober 1984 på Frederiksberg) var en dansk runolog.

## Livsforløb
Moltke var søn af stationsforstander Carl Frederik Moltke (død 1944) og hustru Frederikke Marie f. Johnsen (død 1950). Han blev student fra Aalborg Katedralskole 1919; cand.mag. 1926; medudgiver af Danmarks Runeindskrifter 1927-42. Han var Nationalmuseets konsulent i runologiske og epigrafiske spørgsmål og fra 1971 leder af museets runologisk-epigrafiske laboratorium. Dr.phil. 1959. Medl. af Vetenskapssocieteten i Lund og af Dansk Selskab for Oldtids- og Middelalderforskning.
Erik Moltke udgav sammen med Lis Jacobsen Danmarks Runeindskrifter (1941-42), der var baseret på grundige undersøgelser af alle runeindskrifter fra ældre dansk territorium. Moltke udviklede og forbedrede undersøgelsesmetoderne ved sin innovative anvendelse af kunstlys til runefotografering. Gennem udgivelse af talrige artikler og bøger stod Moltke centralt på dette felt, bl.a. i hovedværket Runerne i Danmark og deres oprindelse (1976), hvor han alfabethistorisk forsøgte at påvise den latinske baggrund for runeskriften.
Han ydede også bidrag til kunsthistorien som redaktør ved Nationalmuseets publikation Danmarks Kirker fra 1937 og ledende redaktør 1948-71.
Han var gift 1. gang 13. april 1927 med aktuar cand.aet. Inger M., f. 12. september 1902, datter af nationalbankdirektør Jak. Kr. Lindberg (død 1932) og hustru Inger f. Tornøe (død 1935); 2. gang 23. december 1949 med arkitekt, redaktør Elna Møller.

## Forfatterskab
- Danmarks Runeindskrifter (s. m. Lis Jacobsen, 1942), lommeudgave af samme 1942.
- Jon Skonvig og de andre runetegnere I (1956), II (1958) disputats
- Bernt Notkes altertavle i Århus domkirke og Tallinntavlen I-II, 1970.
- "Hjælpemidler og metoder i epigrafiens tjeneste", i Fornvännen, 1932.
- "Er runeskriften opstået i Danmark", i Nationalmuseets arbejdsmark 1951.
- "Christiansborg Slot" (i Danske Slotte og Herregaarde)
- "Malerier og deres forbilleder", i Årbog for nordisk Oldkyndighed, 1955.
- "Christian IIs altertavle", i Nationalmuseets arbejdsmark 1965.
- "Runer", Skalk, 1965.
- "Hemdrup-runerne", Skalk 1972, nr. 1, s. 21
- "Trekantrelieffet over Ribe domkirkes kathoveddør", i Vitterhets akademiets handlingar, 1972 og Skalk 1973.
- Runerne i Danmark og deres oprindelse 1976.
- Medforfatter: Danmarks Kirker: Sorø, Tisted, Københavns. Frederiksborg og de sønderjyske Amter
- Medarbejder (runer, kirker) ved flere lexica. Trap Danmark, Før og Nu etc.
- Udgiver (s. m. Mouritz Mackeprang) af Christian Axel Jensen: Danske adelige gravsten II, 1953.
- Rådgiver for redaktionen af Weilbachs Kunstnerleksikon III (1952).

### På internettet
- Erik Moltke (1973), "Et makabert runebrev", Sønderjysk Månedsskrift: 377-389, Wikidata  Q117795165
- Erik Moltke: "Anmeldelse af en anmeldelse" (Historie/Jyske Samlinger, Ny række, Bind 12; 1977) Arkiveret 5. marts 2016 hos  Wayback Machine

## Andres anmeldelser
- Peter Foote (anmeldelse af: Erik Moltke: Runerne i Danmark og deres oprindelse; København, Forum 1976; i: Historisk Tidsskrift, 13. række, Bind 6; 1979) Arkiveret 14. februar 2019 hos  Wayback Machine (engelsk)
- Niels Lund (anmeldelse af: Erik Moltke: Runerne i Danmark og deres oprindelse; København, Forum 1976; i: Historie, Ny række, Bind 11; 1974) Arkiveret 14. februar 2019 hos  Wayback Machine